# 옥살리플라틴
옥살리플라틴(Oxaliplatin) 또는 상표명 엘록사틴(Eloxatin)은 대장암 치료에 사용되는 약물이다. 정맥 주사로 투여된다. 백금기반 항신생물제로, DNA 복제를 저해함으로써 작용하는 것으로 여겨진다.
1976년에 일본에서 특허를 받았고, 1996년에 유럽에서 승인을 받았다. WHO 필수 의약품 목록에 기재되어 있다.

## 의학적 사용
FOLFOX (폴리닌산, 플루오로유라실, 옥살리플라틴) 또는 CAPOX (카페시타빈, 옥살리플라틴) 화학요법은 대장암 치료에 사용된다. 유방암, 생식세포종, 난소암, 비소세포폐암, 췌장암 치료에도 어느 정도 효과가 있을 수 있다.

## 부작용
폴리닌산 및 플루오로유라실 병용요법 치료를 받고 있는 대장암 환자들에서 말초신경증, 피로, 구역질, 설사, 혈구감소증이 나타난다. 다른 심각한 부작용으로 과민반응이 있다. 저칼륨혈증과 급성 독성은 여성에서 더 흔하다. 임신 중에 사용하면 아기에게 해를 끼칠 수 있다. 시스플라틴과 카보플라틴에 비해 이독성이 적고 신독성이 없다.

## 작용 기전
세포 DNA와 부가생성물을 형성함으로써 DNA 복제와 전사와 같은 필수적인 과정을 방해해 세포자살을 야기한다.

## 역사
나고야 시립 대학의 키다니 요시노리는 1978년에 처음 옥살리플라틴을 합성했다. 이후 유럽에서 독성이 적고 효과적인 시스플라틴의 대안으로 개발되었다. 2002년에 FDA 승인을 받았다.